# AMD K6

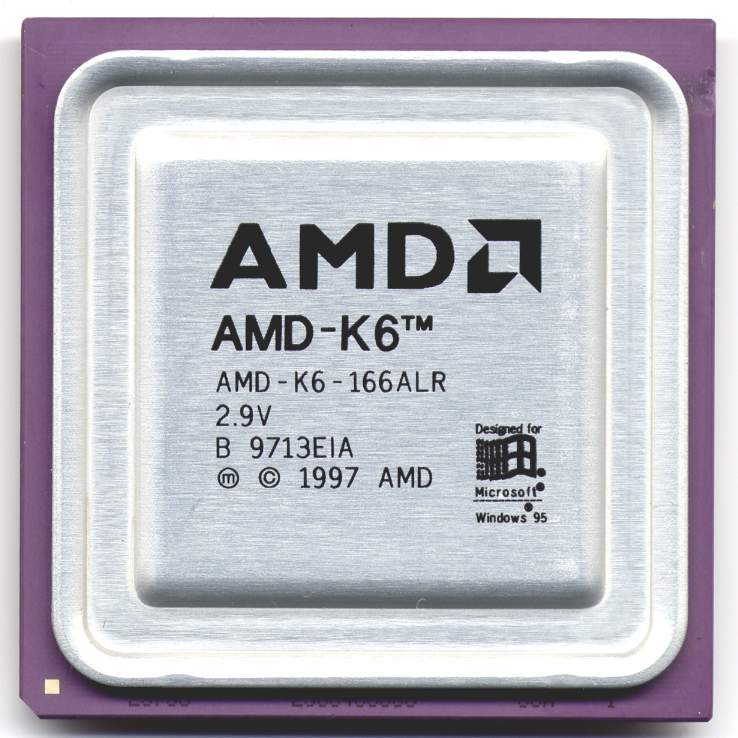
Mikroprocesor AMD K6

AMD K6 je mikroprocesor od společnosti AMD pro počítače PC uvedený na trh roku 1997 jako následník procesoru AMD K5 a předchůdce procesoru AMD K6-2.
Jádro vyvinula společnost NexGen, kterou AMD koupila. Měl 57 instrukcí MMX, 64 KB L1 cache a byl vyráběn technologií 0,35–0,25 mikronů, obsahoval 8,8 milionů tranzistorů.
Pro způsob zpracování instrukcí x86 pomocí jádra na základě RISC byl procesor o něco výkonnější než procesory Pentium a Pentium Pro pracující na stejné frekvenci. Toto se netýkalo FPU jednotky.

## Varianty procesoru

### K6 (Model 6, 350 nm)
- L1 Cache: 32 + 32 KB (Data + Instrukce)
- Multimediální rozšíření: MMX
- Patice Socket 7, sběrnice 66 MHz
- Napětí jádra: 2.9 V (166/200) 3.2 V (233)
- Uveden na trh: 2. duben, 1997
- Frekvence: 166, 200, 233 MHz

### K6 (Model 7, Little Foot, 250 nm)
- L1 Cache: 32 + 32 KB (Data + Instrukce)
- Multimediální rozšíření: MMX
- Patice Socket 7, sběrnice 66 MHz
- Napětí jádra: 2.2 V
- Uveden na trh: 6. leden, 1998
- Frekvence: 200, 233, 266, 300 MHz